# 拉什卡建筑学派

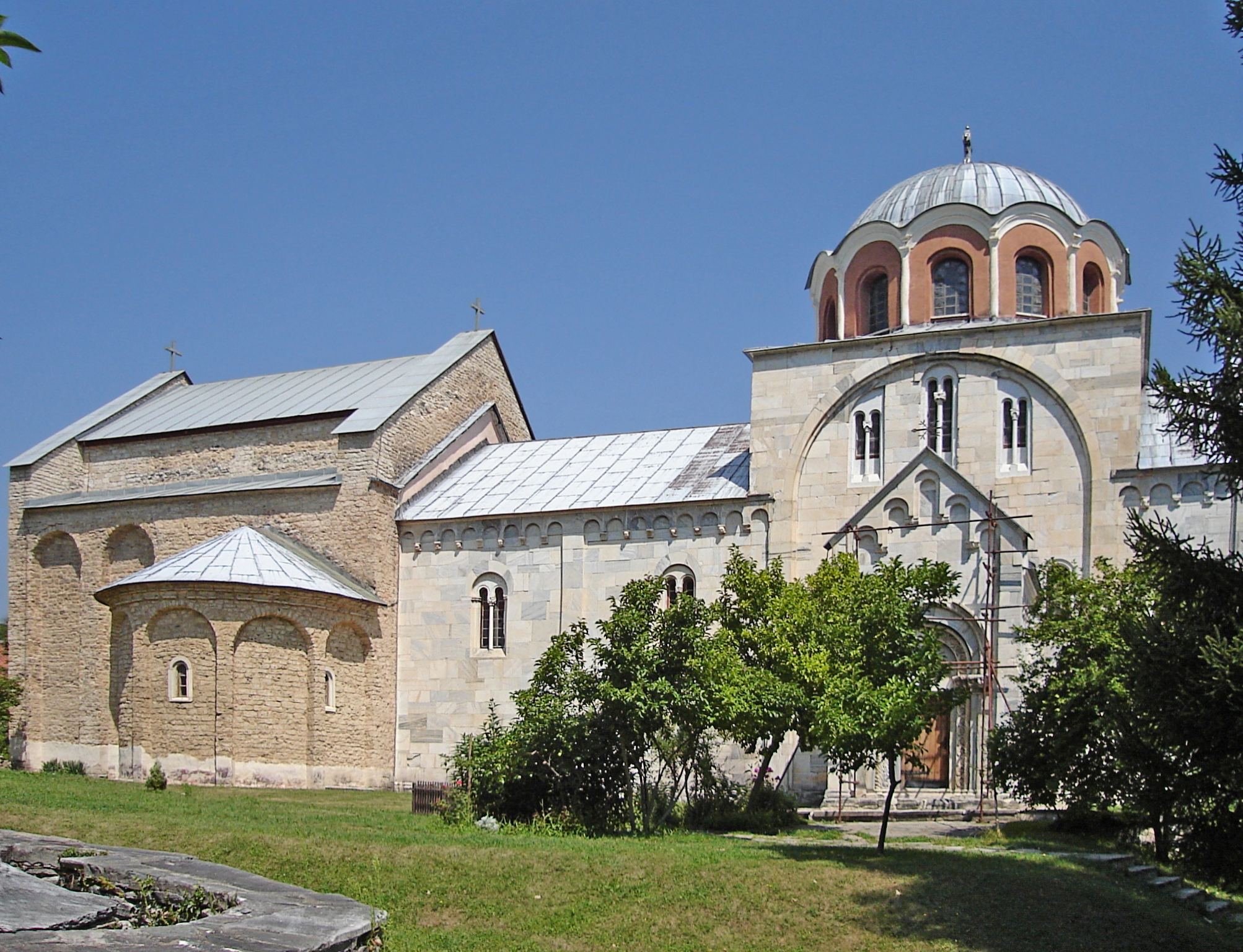
斯圖代尼察修道院

拉什卡建筑学派，也称拉什卡风格，是中世纪塞尔维亚尼曼雅王朝时期盛行的一种教会建筑风格。该风格将传统的斯拉夫建筑与早期的基督教教堂设计相结合，并经常使用石材和木材的组合。